# Druckfließen
Druckfließen (DFL) ist ein Verfahren zum Entgraten von Bohrungen. Hierbei wird eine abrasive Paste mit hohem Druck durch die zu entgratende Bohrung gepresst. Bestehende Grate werden dabei abrasiv entfernt. Das Verfahren stellt im Grunde den natürlichen Verschleiß durch Flüssigkeitsbewegungen in verkürzter Zeit nach.
DFL wird beispielsweise beim Finishing von Hochdruckbohrungen in Dieseleinspritzpumpen angewendet.